# آناکوندا
آناکونداها یا بوآهای آبی گروهی از بوآهای بزرگ از سردهٔ Eunectes هستند. آن‌ها یک گروه نیمه‌آبزی از مارها هستند که در مناطق گرمسیری آمریکای جنوبی یافت می‌شوند. در حال حاضر سه تا پنج گونهٔ موجود و یک گونهٔ منقرض‌شده از آن‌ها شناسایی شده است.
گرچه نام آناکوندا به گروهی از مارها اطلاق می‌شود، اما این نام اغلب برای اشاره به یک گونهٔ ویژه یعنی آناکوندای معمولی یا سبز (Eunectes murinus) استفاده می‌شود که بزرگ‌ترین مار جهان از نظر وزن، و دومین مار از نظر درازا پس از مار پایتون مشبک است.
آناکونداها در مناطق گرمسیری آمریکای جنوبی از اکوادور، برزیل، کلمبیا و ونزوئلا تا آرژانتین یافت می‌شوند.

## تغذیه
هر پنج گونهٔ آناکوندا مارهایی نیمه‌آبزی هستند که جانوران آبزی از جمله ماهی، پرنده‌های آبزی و کیمن را شکار می‌کنند. ویدئوهایی از آناکونداها وجود دارد که جانوران اهلی مانند بزها که خیلی به آب نزدیک می‌شوند و گاهی حتی جگوارها را شکار می‌کنند.

## رابطه با انسان

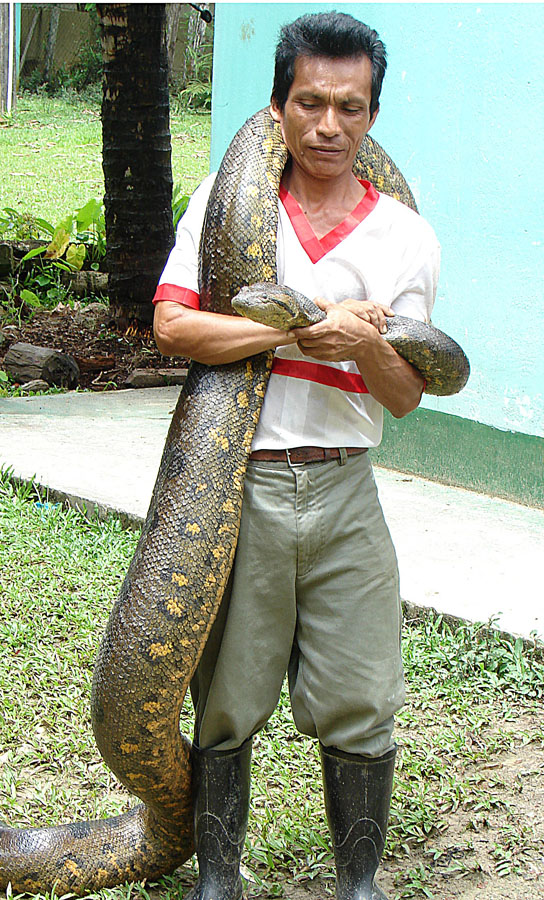
یک مرد و یک آناکوندای سبز در کلمبیا

با وجود این‌که برخوردها بین انسان و آناکونداها ممکن است خطرناک باشد، آدم‌خواری در میان آن‌ها رایج نیست. با این وجود، تهدید آناکوندا در کمیک‌ها، فیلم‌ها (مانند مجموعه فیلم‌های آناکوندا) و داستان‌های ماجراجویانه موضوعی کلیشه‌ای است که که در جنگل‌های آمازون رخ می‌دهد. جوامع محلی و برخی از کاوشگران اروپایی گزارش‌هایی از آناکونداهای غول‌پیکر و مارهای افسانه‌ای به‌صورت بسیار اغراق‌آمیز نسبت به اندازهٔ نمونه‌های تأیید شده ارائه کرده‌اند.
اکنون اطلاعات کمی در مورد زیست‌شناسی آناکونداهای وحشی وجود دارد و بیشتر دانش کنونی در مورد این مارها با پژوهش‌های خسوس آ. ریواس (Jesús A. Rivas) و تیمش که در ونزوئلا کار می‌کنند، به‌دست آمده است.

## گونه‌ها
| گونه‌ها                            | نویسنده تاکسون        | نام رایج            | محدودهٔ جغرافیایی                                                                    |
| --------------------------------- | --------------------- | ------------------- | ----------------------------------------------------------------------------------- |
| E. akayima                        | ریواس و همکاران، ۲۰۲۴ | آناکوندای سبز شمالی | اکوادور، کلمبیا، ونزوئلا، ترینیداد، گویان، سورینام، گویان فرانسه و شمال برزیل       |
| E. beniensis (= E. notaeus ?)     | دیرکسن، ۲۰۰۲          | آناکوندای بولیوی    | آمریکای جنوبی در بخش‌های بنی و پاندو در بولیوی                                       |
| E. deschauenseei (= E. notaeus ?) | دان و کونانت ، ۱۹۳۶   | آناکوندای خال‌خالی   | آمریکای جنوبی در شمال برزیل و سواحل گویان فرانسه                                    |
| E. murinus                        | (کارل لینه، 1758)     | آناکوندای سبز       | پرو، بولیوی، گویان فرانسه، سورینام و برزیل                                          |
| E. notaeus                        | کوپه، 1862            | آناکوندای زرد       | آمریکای جنوبی در شرق بولیوی، مرکز-غرب برزیل، پاراگوئه و شمال شرقی آرژانتین          |
| † E. stirtoni                     | هافستتر و ریج، 1977   |                     | این گونه منقرض شده است. فسیل‌های آن در کلمبیا یافت شده است. اما اعتبار آن مشکوک است. |

## زادآوری

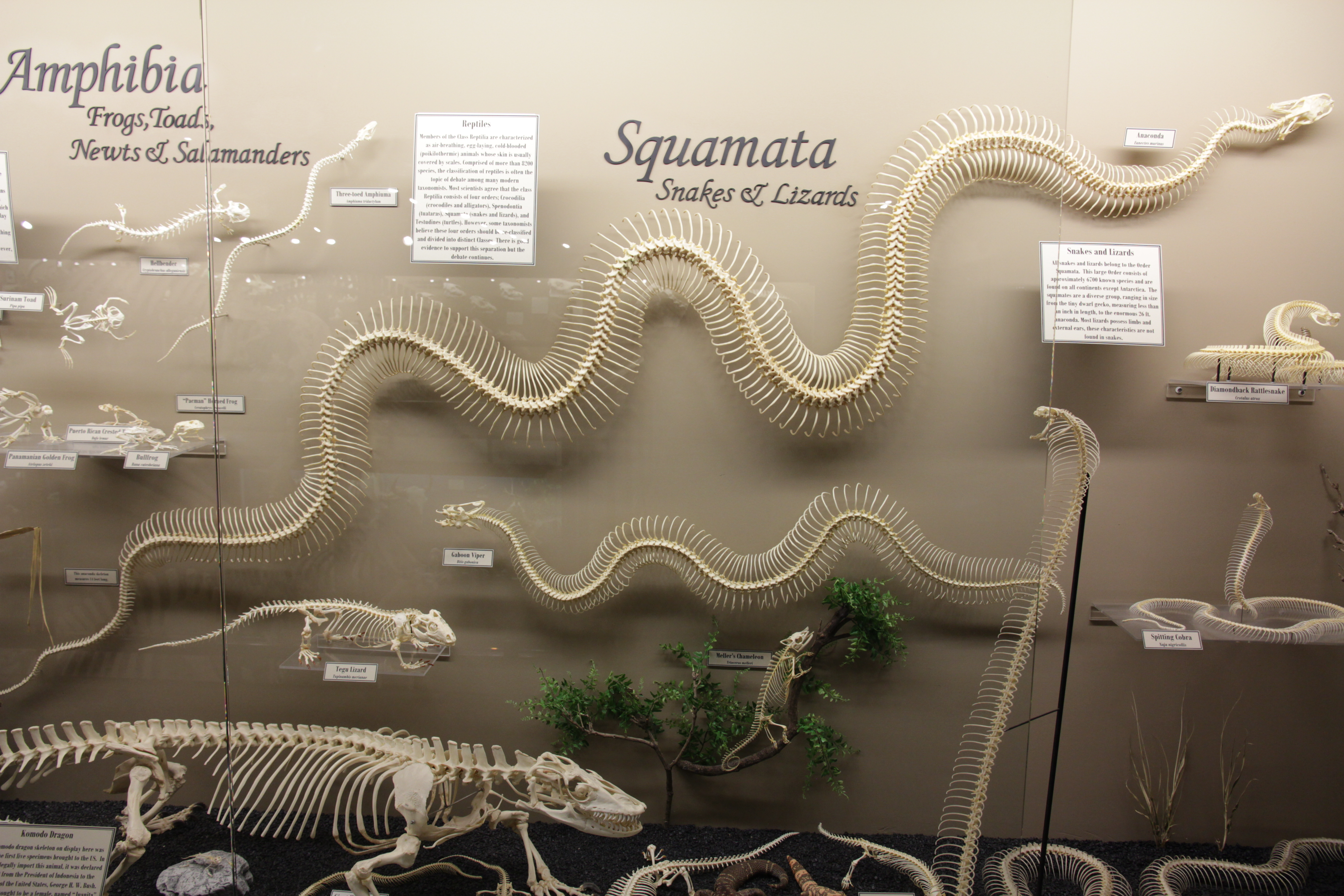
اسکلت ۴٫۵ متری آناکوندای سبز در موزهٔ استخوان‌شناسی اکلاهما به همراه اسکلت سایر پولک‌داران و خزندگان.

فصل جفت‌گیری در آناکونداها هم بین گونه‌ها و هم درون گونه‌ها بسته به محل، متفاوت است اما به‌نظر می‌رسد در فصل خشک انجام می‌شود. آناکوندای سبز از نظر سیستم جفت‌گیری، یکی از گونه‌های آناکوندا است که به‌خوبی مورد مطالعه قرار گرفته است و پس از آن آناکوندای زرد قرار دارد اما جزئیات خاص سیستم‌های جفت‌گیری سایر آناکونداها کمتر شناسایی شده است.

### دوریختی جنسی
دوریختی جنسی آناکونداها از نظر اندازه، برعکس بیشتر مهره‌داران دیگر است. در بیشتر مارها ماده‌ها بزرگ‌تر هستند و آناکونداهای سبز یکی از شدیدترین تفاوت‌های اندازه را دارند. میانگین وزن ماده‌ها تقریباً ۳۲ کیلوگرم (۷۰ پوند) است و در نرها تنها حدود ۷ کیلوگرم (۱۵ پوند) است.

### توپ‌های زادآوری
در طول فصل جفت‌گیری، آناکونداهای ماده برای جذب نرها برای تولیدمثل، فرومون آزاد می‌کنند که می‌تواند منجر به ایجاد توپ‌های زادآوری چندشوهری شود. این توپ‌ها در آناکوندای سبز، آناکوندای زرد و آناکوندای خال‌خالی مشاهده شده‌اند و احتمالاً در آناکوندای بولیوی نیز وجود دارند. در آناکوندای سبز، تا ۱۳ نر در یک توپ زادآوری مشاهده شده است و این پدیده به‌طور متوسط دو هفته طول می‌کشد. در توپ‌های زادآوری آناکوندا، چندین نر به دور یک ماده حلقه می‌زنند و سعی می‌کنند تا جایی که ممکن است خود را نزدیک کلوآک او قرار دهند و از خار لگنی خود برای تحریک ماده استفاده می‌کنند و او را تشویق می‌کنند تا اجازهٔ جفت‌گیری بدهد. از آنجایی که اغلب نرهای زیادی حضور دارند و تنها یک نر می‌تواند در هر زمان با ماده جفت شود، موفقیت یک نر اغلب به پشتکار و استقامت او بستگی دارد.

### همنوع‌خواری جنسی
همنوع‌خواری در آناکونداها بسیار آسان است زیرا ماده‌ها بسیار بزرگ‌تر از نرها هستند، اما همنوع‌خواری جنسی تنها در آناکوندای سبز تأیید شده است. ماده‌ها هنگام تغذیه از جفت خود از مزایای یک وعدهٔ غذایی با پروتئین بالا پس از جفت‌گیری بهره‌مند می‌شوند. همنوع‌خواری به‌طور کلی (خارج از فصل تولیدمثل) در همهٔ آناکونداها به‌جز آناکوندای خال‌خالی تأیید شده است.

### تولیدمثل غیرجنسی
اگرچه تولیدمثل جنسی در آناکونداها رایج‌ترین است، مشاهده شده است که آناکوندای سبز می‌تواند بکرزایی اختیاری داشته باشد.